# Саратовка (Табунський район)
Сара́товка (рос. Саратовка) — село у складі Табунського району Алтайського краю, Росія. Входить до складу Серебропольської сільської ради.

## Населення
Населення — 140 осіб (2010; 184 у 2002).
Національний склад (станом на 2002 рік):
- росіяни — 76 %